# The Great War (album)
Pour l’article homonyme, voir The Great War.
Albums de Sabaton
The Last Stand
(2016) The War To End All Wars
(2022)
Singles
1. Fields of Verdun
Sortie : 3 mai 2019
2. The Red Baron
Sortie : 14 juin 2019
3. Great War
Sortie : 27 juin 2019
4. 82nd All the Way
Sortie : 20 juillet 2019

The Great War (littéralement « La Grande Guerre ») est le neuvième album du groupe suédois de heavy metal Sabaton, sorti le 19 juillet 2019. Cet album est consacré à la Première Guerre mondiale.

## Formation
Membres du groupe
- Joakim Brodén - chant, claviers
- Pär Sundström - basse, chœurs
- Chris Rörland - guitare, chœurs
- Tommy Johannson - guitare, chœurs
- Hannes van Dahl - batterie, chœurs

Invités
- Thobbe Englund - solo de guitare de "Fields of Verdun"

## Liste des pistes
| 1.      | The Future Of Warfare              | Chars durant les batailles de Flers-Courcelette et de Villers-Bretonneux                            | 3:26 |
| 2.      | Seven Pillars Of Wisdom            | Thomas Edward Lawrence                                                                              | 3:02 |
| 3.      | 82nd All The Way                   | Alvin Cullum York                                                                                   | 3:31 |
| 4.      | The Attack Of The Dead Men         | Bataille de la forteresse d'Osovitse                                                                | 3:56 |
| 5.      | Devil Dogs                         | Bataille du bois Belleau                                                                            | 3:17 |
| 6.      | The Red Baron                      | Le Baron Rouge                                                                                      | 3:22 |
| 7.      | Great War                          | Souffrance durant la Première Guerre mondiale, plus précisément durant la Bataille de Passchendaele | 4:28 |
| 8.      | A Ghost in The Trenches            | Francis Pegahmagabow                                                                                | 3:26 |
| 9.      | Fields of Verdun                   | Bataille de Verdun                                                                                  | 3:17 |
| 10.     | The End Of The War To End All Wars | Victimes de la Première Guerre mondiale                                                             | 4:45 |
| 11.     | In Flanders Fields                 | In Flanders Fields (poème de John McCrae)                                                           | 1:57 |
| 0:38:27 |                                    | |      |